# Colonanthes plectanopa
Colonanthes plectanopa är en fjärilsart som beskrevs av Edward Meyrick 1923. Colonanthes plectanopa ingår i släktet Colonanthes och familjen stävmalar. Inga underarter finns listade i Catalogue of Life.